# Табіті
Табіті́ (грец. Ταβιτί) — у скіфській міфології одна з головних богинь скіфського пантеону, «скіфська Гестія» (грец. σκυθιστὶ Ἱστίη), «цариця скіфів» (грец. Ἱστίην τὴν Σκυθέων βασίλειαν), відома з «Мельпомени» Геродота (IV, 59; 127).
Щодо статусу Табіті у скіфському суспільстві показовими є відповідь Іданфірса / Ідантура царю Дарію: «…моїми владарями я вважаю лише Зевса, мого предка, та Гестію, владичицю скіфів…» та констатація Геродотом факту, що присяга на царських Гестіях є найбільш непорушною.
В індо-іранському колі Табіті скіфів має аналог, який дає підстави для більш впевненої інтерпретації її образу, а саме — Тапаті (вед.Tapatī), одна з дочок сонця, яка одружившись з земним царем, стала матір'ю Куру та бабкою Арджуни, яка відома з «Книги царів», однієї з книг «Махабхарати».
Паралелі з персонажами Махабхарати та «Епоса про Нартів» (Сослан та Ацирухс) дали підстави для наступного припущення:

| «Зевс з донькою річки Борисфен народив першу людину у цій країні… — Таргітая, але Таргітай — це, окрім того, перший цар… ім'я… дружини… не названо; можливо, вона і є та, котра згодом зветься Гестія, „цариця скіфів“.»[4] |
Гіпотетично, на підтримку припущення Ж. Дюмезіля щодо можливого шлюбу між Таргітаєм та Табіті може бути висловлена В. Н. Топоровим думка щодо зв'язку хварна (фарна) з термінологією шлюбних ритуалів. Д. С. Раєвський, аналізуючи певні сюжети скіфського мистецтва («богиня з дзеркалом») та пов'язуючи їх з означеними побудовами В. Н. Топорова, пише:

«… разом з іншими даними про фарн вони утворюють струнку систему, яка прямо відповідає реконструйованому скіфському ритуалу:

| Загальноіранська традиція                                                       | Скіфський ритуал     |
| ------------------------------------------------------------------------------- | -------------------- |
| 1. Однією з головних функцій фарна є додання владі царя божественної природи.   | (1) Цар              |
| 2. Термінологічно фарн пов'язаний з шлюбними обрядами та колом шлюбних уявлень. | (2) вступає в шлюб   |
| 3. Фарн має вогняну природу.                                                    | (3) з богинею вогню. |

Розглянутий в такому контексті скіфський звичай добре вписується в систему релігійно-політичної ідеології давніх іранців. Він виступає як один із проявів уявлень, пов'язаних з фарном. Прийнявши гіпотезу В. Н. Топорова, ми можемо розглядати цей звичай як найархаїчніше їх проявлення, збережене саме тут у найбільш чистому, первинному вигляді.»
Тобто, божествене/ небесне право на владу, яке уособлюють небесні золоті дари (скіфо-сколотський «аналог» хварно / фарна іранців Арало-Каспійського кола), разом з другою частиною власних імен (*š/saya- / *xšai̭a-), сини Таргітая отримали внаслідок його шлюбу з Табіті.
Інтерпретацію зазначеного сюжету («богиня з дзеркалом») Д. С. Раєвський резюмує наступним:
| «… Існує ритуал, в якому дзеркало присутнє як невід'ємний традиційний атрибут. Мається на увазі ритуал вінчання та інша обрядовість, пов'язана з одруженням… Союз нареченого та нареченої скріплюється за допомогою дзеркала… глибока змістова єдність обрядів, поширених на широкому ареалі у споріднених індоіранських народів, дозволяє припустити їх єдиний генезис та ймовірність їх формування в глибоку давнину, в загальноарійський період … Якщо прийняти цю тезу, то існування подібних звичаїв у скіфів є цілком закономірним… дзеркало в руках скіфської богині на її зображеннях слід, на мій погляд, розглядати не як атрибут, що відображає певні функції цієї богині, і не як результат впливу античної іконографії, а як атрибут відтворюваної ситуації, зображуваного обряду. Все сказане змушує вважати сцени… зображенням ритуалу одруження. Згідно зі сталою в літературі думкою, я бачу в жіночому персонажі цих сцен богиню. Порівняння ж такого тлумачення з фактом іменування Табіті „царицею скіфів“ дає підстави для припущення, що на розглянутих пам'ятках зображено вінчання саме цієї богині зі скіфським царем… Враховуючи, що в ритуалі зазвичай відтворюється зміст міфу, те, що було „спочатку“, обряд вінчання скіфського царя з богинею слід тлумачити як відтворення одруження Табіті та міфічного першого скіфського царя…»[6] |
Отже,
| «Основний зміст культу Табіті — Гестії пояснюється, головним чином, комплексом уявлень, пов'язаних з богами вогню та вогнища, який приблизно відповідав культам античних богинь Гестії та Вести. Він включав в себе, крім уявлень про святість стихії, основної життєдайної сили, та вогнища, як сакрального центру (соціального організму й всесвіту), архаїчні уявлення про богиню-подательку їжі й добробуту. Суспільна роль цього культу у скіфському суспільстві була дуже висока. Вона пояснюється головним чином культом царського вогнища, так як скіфські царі володіли сакральною владою.»[8] |
| «Високий стан Табіті у скіфській релігії може вказувати на архаїзм ідеології, що склалася в умовах матріархального періоду, коли жінка була головою об'єднаної навколо вогнища домашньої громади, на силу й велике значення сімейних та родових зв'язків … Вона дійсно була схожою на грецьку Гестію, яка одночасно була покровителькою й громадянської общини — держави й кожної окремої родини, з тією відмінністю, що Табіті, в силу примітивності соціальних відносин у скіфів, займала в їх релігійній системі значно більш важливе місце, ніж Гестія у греків.»[9] |
Окремої уваги заслуговує наступне зауваження: 
| «широко відомі приклади, коли vulva ототожнюється з піччю, з вогнищем, з жертовним столом (що часто мають форму сонця), тобто з земними образами сонця, як на рівні міфологічних уявлень, так й на мовному рівні.»[10] |

### Етимологія антропоніму
грец. Ταβιτί < скіф. Tapitī < вед.Tapatī — укр. зігрівальна, одного кореня з укр. топити (обігрівати, опалювати) та укр. теплий.

### Паралелі в українській духовній культурі
Для розуміння важливості та сакральності родинного вогнища у скіфів та, ширше, кочовиків іранського кола показовими є архаїчні традиції українців Карпат, пов'язані з вогнищем, так звана «жива ватра», які є певним відлунням цих давніх традицій (й запозичені, найімовірніше, переважно у народів сарматського кола).
Щодо «живої ватри» у культурі та побуті карпатських вівчарів існують цікаві нотатки українських етнографів, а саме:

після розбудови у полонині кошари, ватаг (старший вівчар на вигоні) розпалює «живу ватру» (у найархаїчніший спосіб — тертям двох шматків сухої деревини) у день вигону овець у полонину (інколи на старій підкові). «Жива ватра» горить весь час, доки вівці випасаються у полонині — з весни до осені.
Окремої уваги заслуговують забобони щодо «живої ватри»:
- у жодному разі не можна щоби «жива ватра» згасла під час випасу овець;
- в жодному разі її не можна виносити, передавати чи розпалювати від неї інші вогнища;
- в жодному разі не можна приносити до зграї інший вогонь;
- не можна кидати у ватру сміття, топтати її ногами тощо;
- коли восени чабани гонять отару з полонини, ватру залишати не можна, вона мусить згаснути сама (гасити її також не можна).[14]